# Саламанка
Салама́нка (исп. Salamanca) — город на западе Испании, входящий в состав автономного сообщества Кастилия и Леон. Центр одноимённой провинции. Расстояние до португальской границы составляет 80 км.
Один из важнейших культурно-исторических центров Испании. Старый город располагается на высоте 778 метров на северном берегу реки Тормес. В 1988 году ЮНЕСКО включило старый город в состав Всемирного наследия. Культурная столица Европы 2002 года.
Население города составляет 160 тыс. человек, имеются железнодорожный вокзал и аэропорт, государственный и католический университеты.

## История
Город был значим уже во времена иберов. Упоминается как ваккейский город Гельмантика (Helmantica) при захвате его в 217 году до н. э. Ганнибалом. При римлянах здесь была важная переправа через реку Тормес на «Серебряной дороге» (Via de la Plata) из Asturica Augusta (ныне — Асторга) в порт Кадис. При вестготах в VII веке это поселение (тогда называвшееся Сальмантика) имело своего епископа. После арабо-берберского завоевания (712 год) кафедра была перенесена в город Овьедо.
Христианское население сменило арабов в ходе Реконкисты 1087—1102 годов, а в 1178 году король Фердинанд II собрал в Саламанке свои Кортесы и предоставил городу (как второму по величине в королевстве) особые привилегии (фуэрос).
Вершины своего культурного расцвета Саламанка достигла в XVI веке, однако с XVII века её значение стало неуклонно падать. В 1812 году недалеко от города состоялось сражение между английскими и французскими войсками. В годы Гражданской войны город служил временной столицей франкистов.

## Население
| Год  | Численность | Численность   |
| ---- | ----------- | ------------- |
| 2001 | 158 523     | [ 5 ]         |
| 2002 | 156 006     | [ 6 ]         |
| 2004 | 160 415     | [ 7 ]         |
| 2005 | 160 331     | [ 8 ]         |
| 2006 | 159 754     | [ 9 ]         |
| 2007 | 155 921     | [ 10 ]        |
| 2008 | 155 740     | [ 11 ]        |
| 2009 | 155 619     | [ 12 ]        |
| 2010 | 154 462     | [ 13 ]        |
| 2011 | 153 472     | [ 14 ]        |
| 2012 | 152 048     | [ 15 ]        |
| 2013 | 149 528     | [ 16 ]        |
| 2014 | 148 042     | [ 17 ]        |
| 2015 | 146 438     | [ 18 ]        |
| 2016 | 144 949     | [ 19 ]        |
| 2017 | 144 436     | [ 20 ]        |
| 2018 | 143 978     | [ 21 ] [ 22 ] |
| 2019 | 144 228     | [ 23 ]        |
| 2020 | 144 825     | [ 24 ]        |
| 2021 | 143 269     | [ 25 ]        |
| 2022 | 142 412     | [ 26 ]        |
| 2023 | 143 954     | [ 27 ]        |
| 2024 | 144 866     | [ 2 ]         |

## Достопримечательности
В 1985 году старый город Саламанки объявлен ЮНЕСКО частью Всемирного наследия человечества.
Главная городская площадь, Пласа-Майор, оформлена (1729—1733) в стиле радикального барокко его крупнейшим представителем, Чурригерой. На площади, окружённой аркадами с изображениями испанских королей и генерала Франко (в годы гражданской войны избравшего своей резиденцией епископский дворец в Саламанке), высится ратуша в стиле чурригереско. Было время, когда перед ней проводили корриду.

В значительной степени сохранился древнеримский мост через Тормес, давший начало современному городу. От снесённых стен средневекового города уцелела только Гвоздичная башня конца XV века. Из сохранившихся ренессансных особняков прославлен Дом с ракушками, который выстроил в XVI веке канцлер богатейшего ордена Св. Иакова. Каса Лис — один из лучших на западе Испании примеров стиля модерн.
В одном фрагменте декора Нового Собора можно увидеть вырезанную из камня фигуру космонавта, что немало удивляет зрителей. Дело в том, что при реставрации собора в 1992 году это изображение сделал мастер Мигель Ромеро. Такие включения элементов современности при каждой реставрации соответствуют местным традициям. В 2010 году вандалы отбили у космонавта правую руку, ещё раньше было повреждено лицо. Поэтому изображение выглядит так, будто пережило века.
Из многочисленных храмов Саламанки наиболее примечательны следующие:
- Старый собор в романском стиле (заложен в 1140 году);
- Новый собор (заложен в 1513 году и строился больше 200 лет);
- церковь августинцев в стиле барокко (1636—1687) с «Непорочным зачатием» кисти Риберы;
- доминиканский мужской монастырь св. Стефана с ренессансным собором (1524—1610) и останками зала, где перед богословами в 1486 году выступал Колумб;
- женский монастырь доминиканок с богато декорированным ренессансным клуатром (XVI век);
- монастырь кармелиток, основанный в 1570 году Терезой Авильской;
- романская церковь св. Фомы Кентерберийского (перестроена в XV веке);
- церковь св. Мартина (XII век);
- церковь св. Киприана с пресловутой пещерой под ней, где, по преданию, сам дьявол проповедовал чёрную магию.

|                                    |  |                                  |  |                         |
| Уголок XVI века в Старой Саламанке |  | Пласа-Майор при ночном освещении |  | Новый собор в Саламанке |

## Университеты
Университет Саламанки

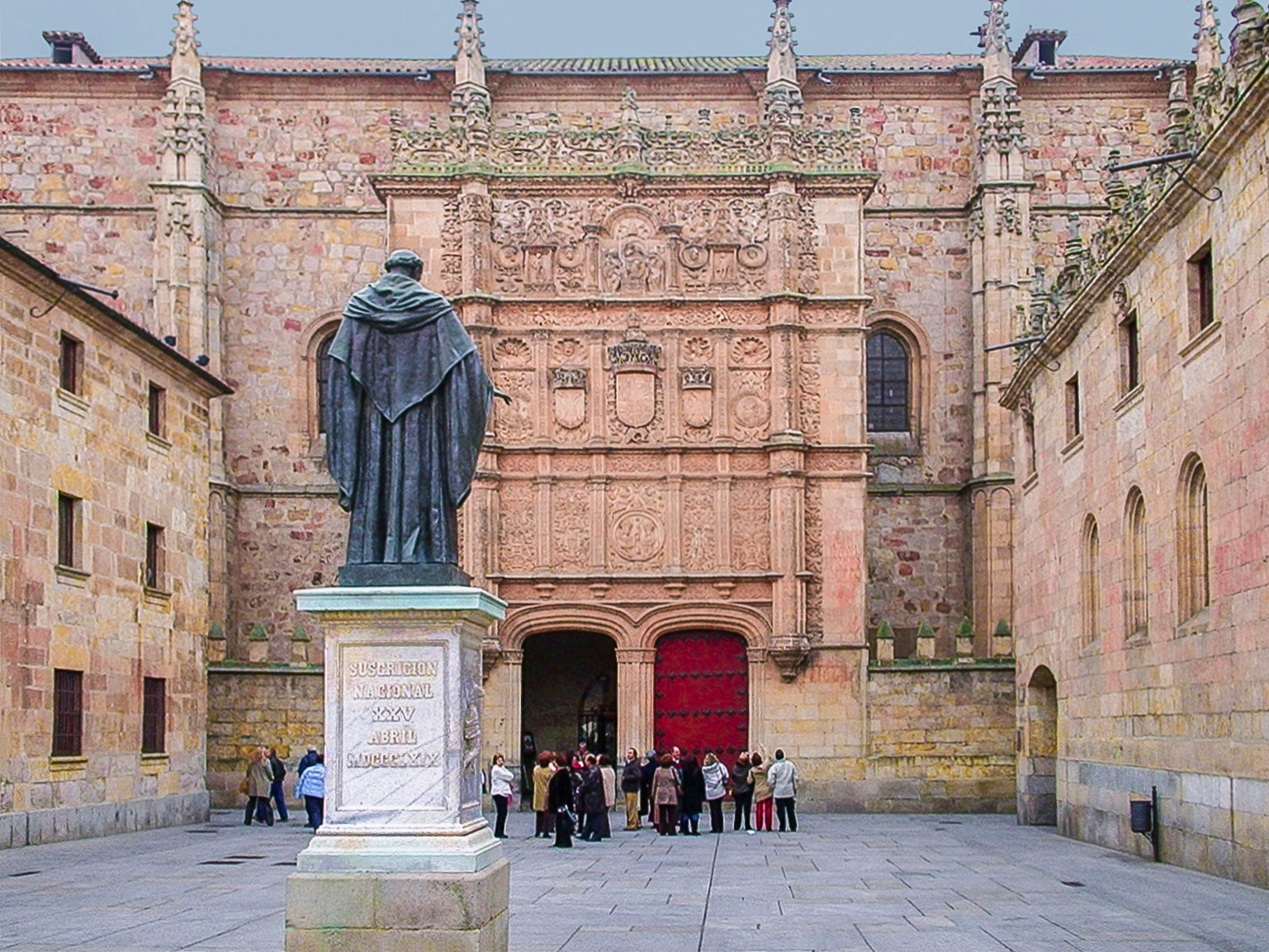
Памятник Луису де Леону перед западным фасадом университета

Один из старейших университетов Европы; учреждён в 1254 году (хотя его истоки восходят к 1218 году). До конца XVI века Саламанка слыла в Европе не менее значимым центром образования, чем Болонья, Париж или Оксфорд. Один из местных профессоров, Франсиско де Виториа, заложил в XVI веке основы международного права. К 1584 году в университете обучалось почти 7000 студентов. Затем последовал период упадка, и к 1875 году число обучающихся упало до 391.
Главное здание университета, выстроенное в 1415—1433 годах, обращено фасадом к новому собору. Особенно славится его западный фасад в стиле платереско (1494). Рядом — дом-музей ректора Мигеля де Унамуно. Чуть южнее собора — коллегиумы Анайя (1760—1768) и Фонсека (1527—1578), который также называют Ирландским. 
Католический университет
Бывшая иезуитская семинария (1617—1755) выделена из государственного в особый католический университет после секуляризации первого в 1835 году.

## Русский язык и русскоязычное сообщество
С 2002 по 2011 год в Саламанке действовал центр русской культуры им. М. Лермонтова, созданный при поддержке Obra Social de Caja Duero. В этом центре проводились занятия по балету, шахматам, а также курсы русского языка как иностранного (РКИ). После закрытия центра им. М. Лермонтова в 2011 году русский язык какое-то время продолжали преподавать в центре иностранных языков Университета Саламанки. 
Интерес к русскому языку не утрачен и по сей день: на филологическом факультете государственного университета существуют факультативные предметы по изучению русского языка разного уровня; в коллекции государственной библиотеки, расположенной в Доме с Ракушками, существует небольшая секция с русскоязычными книгами и учебниками РКИ.   
В ноябре 2024 года в Саламанке была официально зарегистрирована Русскоязычная Ассоциация "Новый Лермонтов". Название ассоциации - прямая отсылка к существовавшему ранее культурному центру. Учредители ассоциации описывают её как "уютный уголок для всех русскоговорящих в Саламанке, независимо от страны происхождения".      

## Города-побратимы

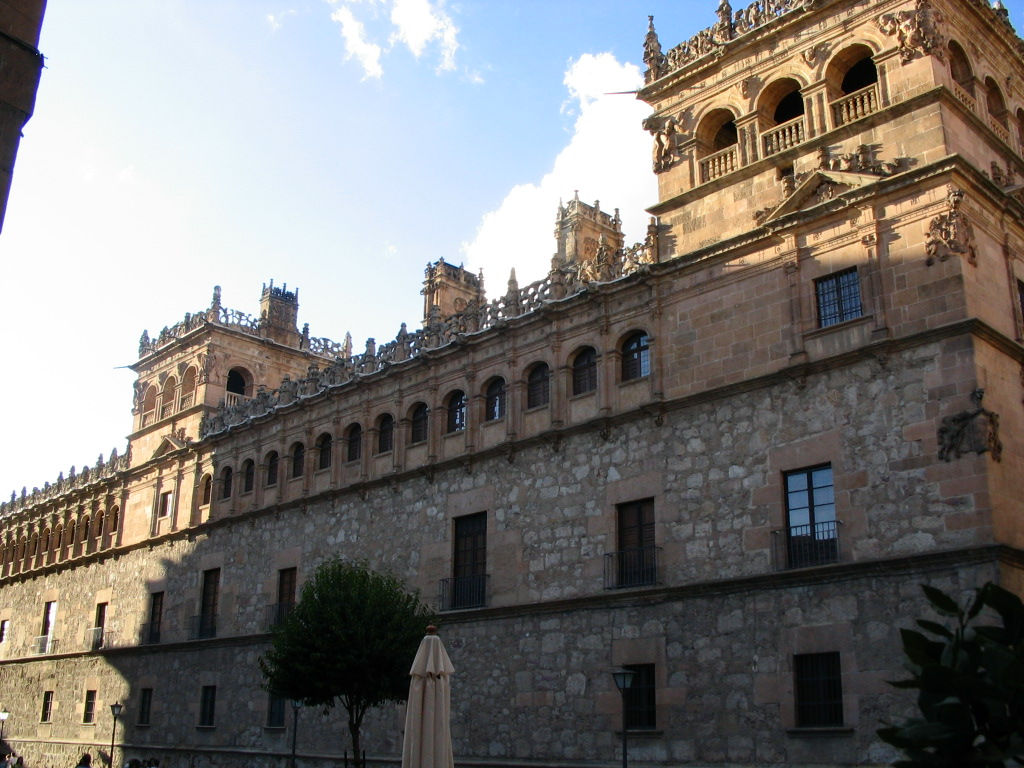
Дворец графов Монтеррей (ныне собственность герцогов Альба)

- Брюгге, Бельгия
- Буэнос-Айрес, Аргентина
- Вюрцбург, Германия (1980)
- Коимбра, Португалия
- Лас-Пальмас, Испания
- Ним, Франция